# José Guardiola
José Guardiola Díaz de Rada (Barcelona, 22 oktober 1930 - aldaar, 9 april 2012) was een Spaans zanger.

## Biografie
Guardiola maakte naam in eigen land en in Latijns-Amerika met het brengen van Spaanstalige covers van Engelstalige nummers. Hij is echter vooral bekend vanwege zijn deelname aan het Eurovisiesongfestival 1963, dat gehouden werd in de Verenigd Koninkrijk hoofdstad Londen. Met het nummer Algo prodigioso eindigde hij als twaalfde op zestien deelnemers. Hij beëindigde zijn carrière in 2008.
1961: Conchita Bautista · 
1962: Víctor Balaguer · 
1963: José Guardiola · 
1964: Tim, Nelly & Tony · 
1965: Conchita Bautista · 
1966: Raphael · 
1967: Raphael · 
1968: Massiel · 
1969: Salomé · 
1970: Julio Iglesias · 
1971: Karina · 
1972: Jaime Morey · 
1973: Mocedades · 
1974: Peret · 
1975: Sergio & Estíbaliz · 
1976: Braulio · 
1977: Micky · 
1978: José Vélez · 
1979: Betty Missiego · 
1980: Trigo Limpio · 
1981: Bacchelli · 
1982: Lucía · 
1983: Remedios Amaya · 
1984: Bravo · 
1985: Paloma San Basilio · 
1986: Cadillac · 
1987: Patricia Kraus · 
1988: La Década · 
1989: Nina · 
1990: Azúcar Moreno · 
1991: Sergio Dalma · 
1992: Serafín Zubiri · 
1993: Eva Santamaría · 
1994: Alejandro Abad · 
1995: Anabel Conde · 
1996: Antonio Carbonell · 
1997: Marcos Llunas · 
1998: Mikel Herzog · 
1999: Lydia · 
2000: Serafín Zubiri · 
2001: David Civera · 
2002: Rosa · 
2003: Beth · 
2004: Ramón · 
2005: Son de Sol · 
2006: Las Ketchup · 
2007: D'Nash · 
2008: Rodolfo Chikilicuatre · 
2009: Soraya · 
2010: Daniel Diges · 
2011: Lucía Pérez · 
2012: Pastora Soler · 
2013: El Sueño de Morfeo · 
2014: Ruth Lorenzo · 
2015: Edurne · 
2016: Barei · 
2017: Manel Navarro · 
2018: Alfred & Amaia · 
2019: Miki · 
2021: Blas Cantó · 
2022: Chanel · 
2023: Blanca Paloma · 
2024: Nebulossa · 
2025: Melody
- Biblioteca Nacional de España: XX1265869
- Catàleg d'autoritats de noms i títols de Catalunya: 981058610458006706
- International Standard Name Identifier: 0000 0000 6108 7331
- MusicBrainz: fcd2ce94-b3aa-40e1-b110-6ddf3d1fae50
- Virtual International Authority File: 87029473
- WorldCat: E39PBJqBmxjvPG9rBkF8grFh73